# Cuillé
Cuillé est une commune française, située dans le département de la Mayenne en région Pays de la Loire, peuplée de 853 habitants (les Cuilléens).
La commune fait partie de la province historique de l'Anjou (Haut-Anjou).

## Géographie
La commune de Cuillé est limitrophe du département d'Ille-et-Vilaine, au nord-ouest de la Mayenne angevine.
Cuillé se situe à 10 km de La Guerche-de-Bretagne, à 19 km de Craon, à 20 km de Vitré, à 28 km de Pouancé et à 29 km de Laval.

### Climat
Pour des articles plus généraux, voir Climat des Pays de la Loire et Climat de la Mayenne.
En 2010, le climat de la commune est de type climat océanique altéré, selon une étude du CNRS s'appuyant sur une série de données couvrant la période 1971-2000. En 2020, Météo-France publie une typologie des climats de la France métropolitaine dans laquelle la commune est exposée à un climat océanique et est dans la région climatique  Bretagne orientale et méridionale, Pays nantais, Vendée, caractérisée par une faible pluviométrie en été et une bonne insolation. 
Pour la période 1971-2000, la température annuelle moyenne est de 11,4 °C, avec une amplitude thermique annuelle de 13,5 °C. Le cumul annuel moyen de précipitations est de 751 mm, avec 12,9 jours de précipitations en janvier et 7,2 jours en juillet. Pour la période 1991-2020, la température moyenne annuelle observée sur la station météorologique de Météo-France la plus proche, sur la commune de Ballots à 10 km à vol d'oiseau, est de 11,8 °C et le cumul annuel moyen de précipitations est de 782,1 mm,. Pour l'avenir, les paramètres climatiques de la commune estimés pour 2050 selon différents scénarios d'émission de gaz à effet de serre sont consultables sur un site dédié publié par Météo-France en novembre 2022.

## Urbanisme

### Typologie
Au 1er janvier 2024, Cuillé est catégorisée commune rurale à habitat dispersé, selon la nouvelle grille communale de densité à sept niveaux définie par l'Insee en 2022.
Elle est située hors unité urbaine et hors attraction des villes,.

### Occupation des sols
L'occupation des sols de la commune, telle qu'elle ressort de la base de données européenne d’occupation biophysique des sols Corine Land Cover (CLC), est marquée par l'importance des territoires agricoles (96,1 % en 2018), en diminution par rapport à 1990 (97,1 %). La répartition détaillée en 2018 est la suivante : 
zones agricoles hétérogènes (47,2 %), terres arables (37,5 %), prairies (11,4 %), zones urbanisées (2,7 %), forêts (1,2 %). L'évolution de l’occupation des sols de la commune et de ses infrastructures peut être observée sur les différentes représentations cartographiques du territoire : la carte de Cassini (XVIIIe siècle), la carte d'état-major (1820-1866) et les cartes ou photos aériennes de l'IGN pour la période actuelle (1950 à aujourd'hui).

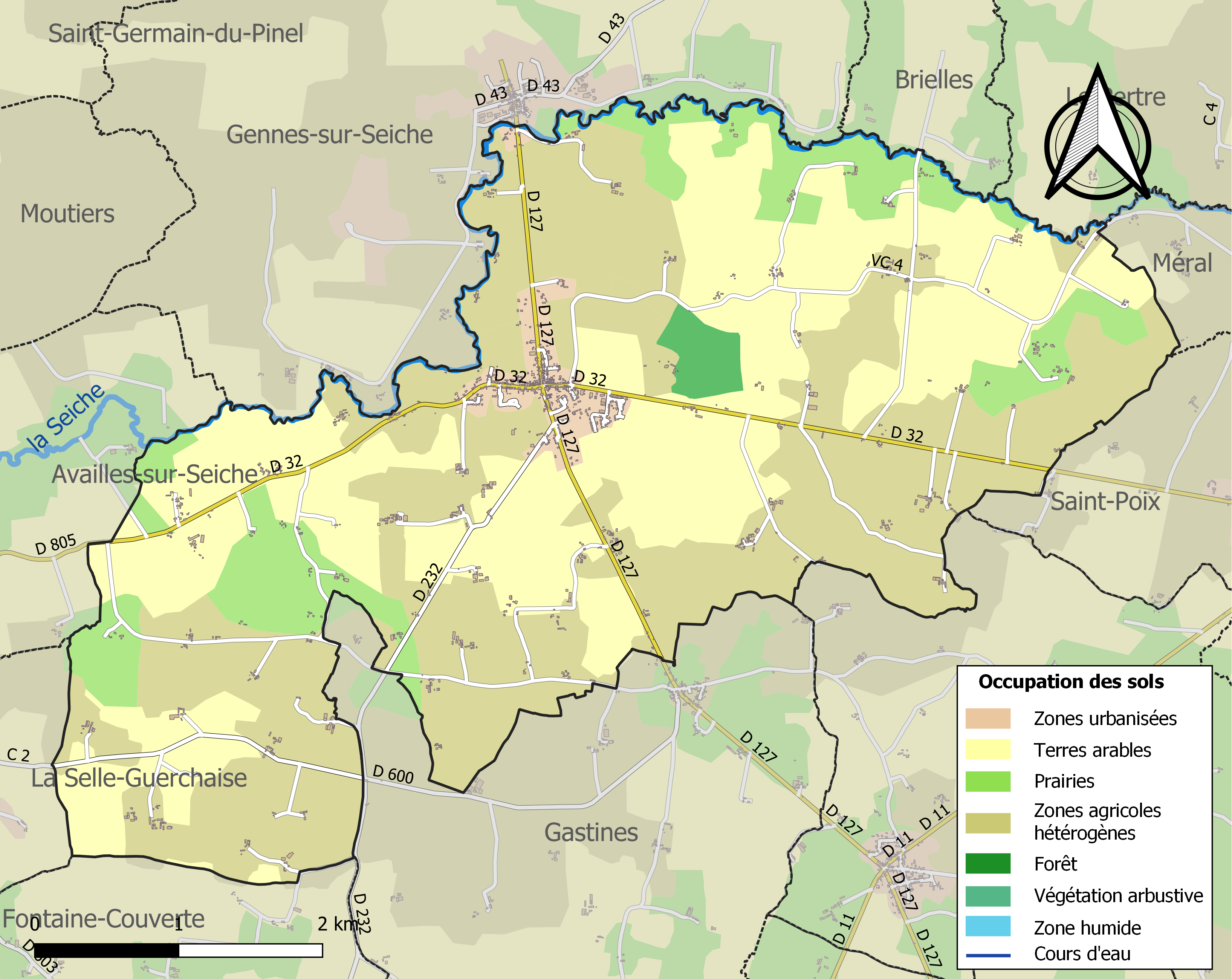
Carte des infrastructures et de l'occupation des sols de la commune en 2018 (CLC).

## Histoire
Cette commune fait partie historiquement du Haut-Anjou. Une partie de la paroisse dépendait de la baronnie de Pouancé, l’autre de celle de Craon. Le village de Cuillé dépendait de la sénéchaussée d'Angers.
La paroisse de Cuillé tenait l’extrémité nord-ouest de l’Anjou et relevait du diocèse d'Angers. L’église romane du XVe siècle, située à 500 mètres seulement de la limite bretonne, possédait deux chapelles dans le transept : l’une au nord, celle « des Bretons », l’autre au sud, celle « des Angevins ».  
Au Moyen Âge, Gennes et Cuillé se situaient déjà de part et d'autre de la Seiche, mais cette rivière tout près de sa source n'y avait pas l'ambition de jouer le rôle de frontière. Elle devint seulement limite de gabelle. Il fallut par conséquent creuser des souterrains pour acheminer le sel breton à Cuillé, illégalement mais à prix convenable.  
La dépendance de Cuillé à la baronnie de Pouancé, commence avec le mariage de Guillaume de La Guerche avec Emma, fille de Gautier Hai de Pouancé.   
À Cuillé se trouve la croix de l’Entrehaie. Au XVe siècle, le seigneur de Pouancé devait rituellement, passer en ce lieu frontalier entre les deux seigneuries de La Guerche et de Pouancé, afin de s'assurer du maintien de ses prérogatives sur cette zone frontalière entre Anjou et Bretagne (La Croix d'Entrehaie, se situait à la limite des communes de La Selle-Guerchaise et de Cuillé, le long du chemin de La Guerche à Laubrières).   
Sous l’Ancien Régime, les villages excentrés du Haut-Anjou maintenaient des liens permanents entre eux (Cuillé, Laubrières, Méral, Craon et Pouancé). Les postes d’officiers seigneuriaux de la baronnie de Pouancé étaient régulièrement relevés et échangés en permutant entre Cuillé et Pouancé.
On dénombrait vingt-sept cafés dans la commune, bourg et campagne compris, avant 1900.

## Politique et administration
| Période    | Période  | Identité              | Étiquette | Qualité                      |
| ---------- | -------- | --------------------- | --------- | ---------------------------- |
| avant 1848 |          | Isidore Nupied        |           |                              |
| 1995       | 2008     | Michel Bellamy        |           | Notaire                      |
| 2008       | mai 2020 | Viviane Ricard        |           | Agricultrice                 |
| mai 2020   | En cours | Marie-Noëlle Hincelin | SE        | Ingénieur en travaux publics |

## Démographie
L'évolution du nombre d'habitants est connue à travers les recensements de la population effectués dans la commune depuis 1793. Pour les communes de moins de 10 000 habitants, une enquête de recensement portant sur toute la population est réalisée tous les cinq ans, les populations de référence des années intermédiaires étant quant à elles estimées par interpolation ou extrapolation. Pour la commune, le premier recensement exhaustif entrant dans le cadre du nouveau dispositif a été réalisé en 2008.
En 2022, la commune comptait 853 habitants, en évolution de −4,16 % par rapport à 2016 (Mayenne : −0,73 %, France hors Mayotte : +2,11 %).
| 1793  | 1800  | 1806  | 1821  | 1831  | 1836  | 1841  | 1846  | 1851  |
| ----- | ----- | ----- | ----- | ----- | ----- | ----- | ----- | ----- |
| 1 429 | 1 310 | 1 410 | 1 740 | 1 586 | 1 552 | 1 599 | 1 620 | 1 614 |

| 1856  | 1861  | 1866  | 1872  | 1876  | 1881  | 1886  | 1891  | 1896  |
| ----- | ----- | ----- | ----- | ----- | ----- | ----- | ----- | ----- |
| 1 655 | 1 576 | 1 608 | 1 548 | 1 590 | 1 551 | 1 448 | 1 577 | 1 528 |

| 1901  | 1906  | 1911  | 1921  | 1926  | 1931  | 1936  | 1946  | 1954  |
| ----- | ----- | ----- | ----- | ----- | ----- | ----- | ----- | ----- |
| 1 560 | 1 524 | 1 414 | 1 163 | 1 208 | 1 186 | 1 181 | 1 206 | 1 181 |

| 1962  | 1968 | 1975 | 1982 | 1990 | 1999 | 2006 | 2008 | 2013 |
| ----- | ---- | ---- | ---- | ---- | ---- | ---- | ---- | ---- |
| 1 082 | 997  | 861  | 827  | 863  | 849  | 929  | 952  | 916  |

| 2018 | 2022 | - | - | - | - | - | - | - |
| ---- | ---- | - | - | - | - | - | - | - |
| 852  | 853  | - | - | - | - | - | - | - |

## Lieux et monuments
- Église Saint-Martin (XIIe, XVe, XVIIe et XIXe siècles).
- Chapelle Saint-Bruno-et-Saint-Charles (1869).
- Château du Bois Cuillé

## Personnalités liées à la commune

Armes de la famille de Farcy : d'or fretté d'azur de six pièces, au chef de gueules.

- René Charpentier, né en 1680 à Cuillé, mort en 1723, sculpteur.
- Annibal Auguste de Farcy (1674-1758), doyen du parlement de Bretagne, né et mort à Cuillé.
- Auguste François Annibal de Farcy de Cuillé, né en 1700 à Cuillé, mort en 1772, évêque de Quimper.
- Jacques Gabriel Annibal de Farcy de Cuillé, né en 1724 à Cuillé, mort en 1795, président à mortier du parlement de Bretagne.
- Frédéric de Montcuit de Boiscuillé (1799-1884), maire de Rennes en 1853, descendant de Thérèse de Farcy de Cuillé, héritière du Bois-Cuillé[20].
- Léandre Le Gay (1833 à Cuillé - 1887), consul de France à Sofia en 1878, aidant à sauver la ville de l'incendie.
- Auguste Mulac (1847 à Cuillé - 1928), homme politique français, maire d'Angoulême de 1894 à 1896 puis de 1900 à 1919, député de la Charente de 1901 à 1910 et sénateur de la Charente de 1912 à 1928.
- Adolphe Le Chaptois (1852 à Cuillé - 1917), Père blanc, vicaire apostolique du Tanganyika.
- André Foucher, (1933 à Cuillé - 2025), coureur cycliste professionnel, ayant bouclé de nombreux Tour de France dont ceux de 1964 à la sixième place et de 1965 à la 18e place.